# Imamisme
L'imamisme (àrab: الشيعة الإثنا عشرية, ax-xīʿa al-iṯnāʿaxariyya, o, senzillament, الإثنا عشرية, al-iṯnāʿaxariyya) és una branca del xiisme (islam) que admet l'existència de dotze imams, per això als seus adeptes se'ls coneix igualment com a duodecimams (iṯnā ʿaxar = dotze), començant amb Alí ibn Abi-Tàlib i acabant amb Muhàmmad al-Mahdí. Es diferencien clarament dels corrents zaydita (cinc imams) i ismaïlita (set imams) i d'altres corrents menors que han existit per un cert temps amb altre nombre d'imams o amb diferent interpretació, per un millor equilibri en els elements exotèrics i esotèrics. Altres noms dels duodecimans foren: al-Rafida i al-Rawafid, que es van donar als primers imamites i també a algunes sectes xiïtes.
Aquesta branca creu que el dotzè imam xiïta, Muhàmmad al-Mahdí, desaparegut després de l'any 873, només reapareixerà al final dels temps per a restablir la justícia al món. Els seus seguidors es troben principalment a l'Iraq, l'Índia i a l'Iran, país en què l'imamisme és la religió oficial de l'Estat.

## Mutawali
Mutawali (en plural mutavila o mutawila, dialectal libanès mtawleh, francès métoualis) és el nom donat al Líban als xiïtes duodecimans. També es fa servir per als xiïtes duodecimans establerts a Damasc però no en altres llocs de Síria com Homs, Hamat o Alep. Inicialment se'ls va anomenar Banu Mutawal al final del segle xvii o al començament del xviii i derivava probablement del nom que els habitants xiïtes del Djabal Amil, a la regió de Baalbek, s'atorgaven a si mateixos. Van gaudir d'autonomia limitada envers els emirs del Líban al final del segle xvii, sota caps propis, els An Nassar, els Banu Harfuix i l'Al Hamada. L'origen del terme resta dubtós. El 1926 els mutawali es van fer reconèixer com una màdhhab independent amb els mateixos jutges i corts. Van participar en les milícies xiïtes que es van formar des de 1975.